# Dom Mody Klif w Warszawie
Dom Mody Klif w Warszawie – centrum handlowe znajdujące się przy ul. Okopowej 58/72 w Warszawie.

## Historia
Od lat 70. XIX w. na tym terenie znajdowała się garbarnia należącą do Stanisława Fryderyka Pfeiffera, a później jego synów. W 1909 roku fabryka Pfeiffrów była największym przedsiębiorstwem garbarskim na terenie Polski. W czasie powstania warszawskiego teren fabryki był miejscem masowych egzekucji około 5000 Polaków i Żydów. W czasie powstania zakład został także całkowicie zniszczony. Po wojnie teren był wykorzystywany przez Warszawskie Zakłady Garbarskie i Zakłady Wklęsłodrukowe. Po ich wyburzeniu, na miejscu dawnej fabryki zbudowano Warszawskie Centrum Handlowe Klif, którego oficjalne otwarcie miało miejsce 3 marca 1999.
19 lutego 2009, podczas 8. Edycji Shopping Center Forum & Awards, warszawski i gdyński Klif zostały wyróżnione nagrodą Grand Prix dla najlepszego centrum handlowego w Polsce. Jury doceniło unikatowy dobór najemców, nowoczesny i unikatowy design, wysoką funkcjonalność, innowacyjność, lokalizację oraz podejmowane działania marketingowe i PR.
W 2020 w centrum działało 112 sklepów, trzy restauracje, dwie kawiarnie oraz klub fitness.
W skład zespołu wchodzi także 16-kondygnacyjny biurowiec o powierzchni użytkowej 9052 m².

## Inne informacje
31 maja 2002 na terenie centrum handlowego doszło do strzelaniny, w wyniku której zginęło dwóch mężczyzn. Wydarzenie było elementem trwającej wówczas w Warszawie wojny gangów. Będący głównym celem ataku "Komandos" zbiegł, został jednak zastrzelony trzy miesiące później. Wyrok 12 lat więzienia za podżeganie do zabójstw (między innymi "Komandosa") zapadł w 2017 roku.